# Hydrocorella spinifera
Hydrocorella spinifera är en nässeldjursart som först beskrevs av Eberhard Stechow 1962.  Hydrocorella spinifera ingår i släktet Hydrocorella och familjen Hydractiniidae. Inga underarter finns listade i Catalogue of Life.